# 静岡県道192号・山梨県道807号宍原塩出線
静岡県道192号・山梨県道807号宍原塩出線（しずおかけんどう192ごう・やまなしけんどう807ごう ししはらしよでせん）は、静岡県静岡市から山梨県南巨摩郡南部町を経て、静岡県富士宮市に至る一般県道である。

## 概要

### 路線データ
- 起点：静岡県静岡市清水区宍原（国道52号交点）
- 終点：静岡県富士宮市内房塩出（静岡県道190号塩出尾崎線交点）

## 沿革
- 1960年（昭和35年）4月1日 - 静岡県より認定[1]
- 1966年（昭和41年）4月1日 - 山梨県より認定

## 通過する自治体
- 静岡県静岡市（清水区） - 山梨県南巨摩郡南部町 - 静岡県富士宮市

## 交差・接続する道路
- 国道52号（身延道）（起点：静岡県静岡市清水区宍原）
- 国道52号（身延道）（山梨県南巨摩郡南部町万沢 - 甲駿橋北詰交差点）
- 静岡県道190号塩出尾崎線（終点：静岡県富士宮市内房塩出）